# 1076 pr. n. št.

## Smrti
- Di Ji, predzadnji kralj kitajske dinastije Šang (* ni znano)
- Tiglat-Pileser I.,  kralj Asirije (* ni znano)